# Kiba of Akiba
Kiba of Akiba (キバオブアキバ, Kibaobuakiba, lit. "Garra de Akihabara"), estilizado como KIBA OF AKIBA, foi uma banda japonesa de metal alternativo formada em 2008, ativa até 2018 quando entrou em hiato por tempo indeterminado.

## Membros
- Mora (もら) – guitarra
- Mitsuru (みつる) – baixo
- Asai (浅井) – programação, vocais
- VAVA – Bateria
- Koya Aoki (青木昆陽) – teclado, rangaku

Ex membros
- Futoshi (ふとし) – vocais

## Discografia

### Álbuns de estúdio
| Ano  | Detalhes do álbum | Desempenho nas paradas musicais |
| Ano  | Detalhes do álbum | JPN Oricon                      |
| ---- | --- | ------------------------------- |
| 2014 | Yeniol (YENIOL) - Lançado: 5 de novembro de 2014 - Gravadora: Kiba of Akiba Production - Formato: CD, download digital | 92                              |

### EPs
| No. | Data de lançamento    | Título                                                                | Detalhes |
| --- | --------------------- | --------------------------------------------------------------------- | -------- |
| 1   | 3 de novembro de 2011 | CD Tsuki Wotairisshu Kan Badge Set (CD付ヲタイリッシュ缶バッジセット) | —        |

### Singles
| Ano  | Título                                                                                        | Desempenho nas paradas musicais | Desempenho nas paradas musicais | Álbum                |
| Ano  | Título                                                                                        | JPN Oricon                      | JPN Hot 100                     | Álbum                |
| ---- | --------------------------------------------------------------------------------------------- | ------------------------------- | ------------------------------- | -------------------- |
| 2012 | "Babymetal × Kiba of Akiba" (com Babymetal)                                                   | 46                              | —                               | Yeniol               |
| 2012 | "Zenbu Uchu ga Warui"                                                                         | 166                             | —                               | Yeniol               |
| 2013 | "Watashi ga Motenai no wa do Kangaetemo Omaera ga Warui! / Tears BREAKER" (com Konomi Suzuki) | 23                              | 43                              | Não incluso em álbum |
| 2013 | "Animation With You"                                                                          | —                               | —                               | Yeniol               |